# Liste der Naturdenkmale in Annaberg-Buchholz
Die Liste der Naturdenkmale in Annaberg-Buchholz nennt die Naturdenkmale in Annaberg-Buchholz im sächsischen Erzgebirgskreis.

## Definition
„Naturdenkmäler sind rechtsverbindlich festgesetzte Einzelschöpfungen der Natur oder entsprechende Flächen bis zu fünf Hektar, deren besonderer Schutz erforderlich ist
1. aus wissenschaftlichen, naturgeschichtlichen oder landeskundlichen Gründen oder
2. wegen ihrer Seltenheit, Eigenart oder Schönheit.“

„§ 18 – Naturdenkmäler – (zu § 28 BNatSchG)
(1) Die Erklärung nach § 22 Abs. 1 BNatSchG von Teilen von Natur und Landschaft als Naturdenkmal erfolgt durch Rechtsverordnung oder Einzelanordnung.
(2) Über § 28 Abs. 1 BNatSchG hinaus können Naturdenkmäler zur Sicherung von Lebensgemeinschaften oder Lebensstätten von im Bestand gefährdeten oder streng geschützten Arten festgesetzt werden.“

## Liste
Link zu einem Kartenansichtstool, um Koordinaten zu setzen.
| Bild                          | Bezeichnung                                                                                                | Lage                                         | Beschreibung                                                                                              | Datum                                                              | Nummer       |
| ----------------------------- | --- | -------------------------------------------- | --- | ------------------------------------------------------------------ | ------------ |
| mehr Fotos \| Fotos hochladen | Pöhlbergalm                                                                                                | (50° 34′ 10,7″ N, 13° 1′ 53,7″ O)            | ca. 35380 m² Fläche. Am Südrand des Pöhlbergs.                                                            | Beschluss des Rates des Kreises Annaberg Nr. 72/58 vom 23.07.1958  | 364.23-006   |
| BW                            | Erlenbruch Riesenburg                                                                                      | (50° 35′ 39,8″ N, 13° 1′ 32,1″ O)            | ca. 54981 m² Fläche.                                                                                      | Beschluss des Rates des Kreises Annaberg Nr. 279/69 vom 18.07.1969 | 364.23-007   |
| BW                            | Kleines Quellmoor Cunersdorf                                                                               | (50° 32′ 24,4″ N, 13° 0′ 39,1″ O)            | ca. 286 m² Fläche.                                                                                        | Änderungsverordnung des Landkreises Annaberg vom 01.12.2000        | 364.23-008   |
| BW                            | Silberbergbauhalden in Frohnau - d. Der Kipphang des alten „Friedrich August Treibeschachtes“              | (50° 35′ 17,6″ N, 12° 58′ 46,1″ O)           | ca. 1306 m² Fläche.                                                                                       | Beschluss des Rates des Kreises Annaberg Nr. 517 vom 27.05.1982    | 364.23-009.1 |
| BW                            | Silberbergbauhalden in Frohnau - a. Berghalde „Harnichkammer“                                              | (50° 35′ 5,5″ N, 12° 59′ 5,2″ O)             | ca. 1985 m² Fläche.                                                                                       | Beschluss des Rates des Kreises Annaberg Nr. 517 vom 27.05.1982    | 364.23-009.2 |
| BW                            | Silberbergbauhalden in Frohnau - c. Berghalde, zugehörig zur Fdg. „Hölzerne Staude“                        | (50° 34′ 51″ N, 12° 58′ 52,5″ O)             | ca. 951 m² Fläche.                                                                                        | Beschluss des Rates des Kreises Annaberg Nr. 517 vom 27.05.1982    | 364.23-009.3 |
| BW                            | Silberbergbauhalden in Frohnau - e. Dreiergruppe Berghalden, „Isabeller Förderschacht“, „Hoffnung Schacht“ | (50° 35′ 14,7″ N, 12° 59′ 10,2″ O)           | ca. 1233 m² Fläche.                                                                                       | Beschluss des Rates des Kreises Annaberg Nr. 517 vom 27.05.1982    | 364.23-009.4 |
| BW                            | Silberbergbauhalden in Frohnau - e. Dreiergruppe Berghalden, „Isabeller Förderschacht“, „Hoffnung Schacht“ | (50° 35′ 13″ N, 12° 59′ 12,3″ O)             | ca. 2442 m² Fläche.                                                                                       | Beschluss des Rates des Kreises Annaberg Nr. 517 vom 27.05.1982    | 364.23-009.5 |
| BW                            | Silberbergbauhalden in Frohnau - e. Dreiergruppe Berghalden, „Isabeller Förderschacht“, „Hoffnung Schacht“ | (50° 35′ 16″ N, 12° 59′ 14,4″ O)             | ca. 2977 m² Fläche.                                                                                       | Beschluss des Rates des Kreises Annaberg Nr. 517 vom 27.05.1982    | 364.23-009.6 |
| BW                            | Silberbergbauhalden in Frohnau - b. Die Kipphänge der Berghalde „Bergmännisch Glück“                       | (50° 35′ 26,1″ N, 12° 59′ 16″ O)             | ca. 1032 m² Fläche.                                                                                       | Beschluss des Rates des Kreises Annaberg Nr. 517 vom 27.05.1982    | 364.23-009.7 |
| BW                            | Wiese bei den Neuheiligenkreuzgütern                                                                       | (50° 34′ 49,7″ N, 12° 58′ 36,8″ O)           | ca. 9280 m² Fläche.                                                                                       | Beschluss des Rates des Kreises Annaberg Nr. 517 vom 27.05.1982    | 364.23-010   |
| BW                            | Felsengruppe                                                                                               | (50° 34′ 25,3″ N, 13° 3′ 8,4″ O)             | ca. 2269 m² Fläche, im Pöhlatal zwischen Geyersdorf und Königswalde.                                      | Beschluss des Rates des Kreises Annaberg Nr. 787 vom 14.09.1955    | 364.23-011   |
| BW                            | Teufelskanzel                                                                                              | (50° 34′ 21,6″ N, 12° 59′ 20″ O)             | ca. 4633 m² Fläche.                                                                                       | Beschluss des Rates des Kreises Annaberg Nr. 517 vom 27.05.1982    | 364.23-012   |
| mehr Fotos \| Fotos hochladen | Butterfässer des Pöhlberges                                                                                | (50° 34′ 43″ N, 13° 1′ 50,5″ O)              | ca. 23558 m² Fläche. Am Nordhang des Pöhlbergs.                                                           | Beschluss des Rates des Kreises Annaberg Nr. 517 vom 27.05.1982    | 364.23-013   |
| BW                            | Ehemaliger Basaltsteinbruch des Pöhlberges                                                                 | (50° 34′ 24,2″ N, 13° 1′ 41″ O)              | ca. 15313 m² Fläche. Am Westhang des Pöhlbergs.                                                           | Beschluss des Rates des Kreises Annaberg Nr. 517 vom 27.05.1982    | 364.23-014   |
| mehr Fotos \| Fotos hochladen | Linde (Hammerlinde)                                                                                        | Frohnau (50° 34′ 55,3″ N, 12° 59′ 46,2″ O)   | Der pilzbefallene Baum wurde am 24. September 2018 gefällt.                                               | Beschluss des Rates des Kreises Annaberg Nr. 517 vom 27.05.1982    |              |
| mehr Fotos \| Fotos hochladen | Linde | Annaberg (50° 35′ 0,2″ N, 13° 0′ 34,9″ O)    | Die Auferstehungslinde ist eine kandelaberartig verzweigte Sommerlinde auf dem alten Annaberger Friedhof. | Beschluss des Rates des Kreises Annaberg Nr. 517 vom 27.05.1982    |              |
| Fotos hochladen               | Eiche | Geyersdorf (50° 35′ 13,6″ N, 13° 2′ 15,8″ O) | | Beschluss des Rates des Kreises Annaberg Nr. 517 vom 27.05.1982    |              |
| mehr Fotos \| Fotos hochladen | Bergahorn bei der Riesenburg                                                                               | Annaberg (50° 35′ 41,2″ N, 13° 1′ 18,6″ O)   | | Beschluss des Rates des Kreises Annaberg Nr. 517 vom 27.05.1982    |              |